# Portada/article agost 29

## Voltaire
François Marie Arouet (París, 21 de novembre de 1694 – 30 de maig de 1778), anomenat Voltaire, fou un escriptor i filòsof francès del Segle de les Llums. Va marcar el segle xviii i va ocupar un lloc particular a la memòria col·lectiva dels francesos. Amb ell s'inicia la figura de l'intel·lectual compromès amb el servei de la veritat, de la justícia i de la llibertat de pensament. Fou escollit membre de l'Acadèmia francesa el 1746.
Símbol de la Il·lustració, cap de files del partit filosòfic, el seu nom resta associat al seu combat pel progrés i la tolerància i contra «la infàmia», nom que va donar al fanatisme religiós. Era tanmateix deista i el seu ideal era el d'una monarquia moderada i liberal, il·lustrada pels «filòsofs». Va actuar d'altra banda amb les elits avançades de l'Europa de la Il·lustració servint-se de la seva immensa notorietat..